# Valerij Kazakov
Valerij Nikolajevič Kazakov (rus. Валерий Николаевич Казаков, se rodio 26. listopada 1952. godine). Bjeloruski je i ruski književnik, znanstvenik, mecena i javna ličnost.

## Biografija
Valerij Кazakov se rodio u Magiljovskoj oblasti, Bjelorusija. Posle svršetka škole radio je u Magiljovskoj fabrici liftova, a nakon toga služio je vojsku u Estoniji i Njemačkoj i svršio višu vojno-političku školu, a zatim Кnjiževni institut imena A.M.Gorkog. Vojni dopisnik novina Crvena zvezda, član Udruženja novinara. Radio je u Ruskom udruženju veterana Afganistana, Savjetu bezbjednosti Ruske Federacije, Administraciji Predsjednika Ruske Federacije, bavio se i znanstvenim radom i bio na aspiranturi na Bjeloruskom državnom sveučilištu. Pukovnik je u penziji. Doktor (kandidat) humanističkih znanosti.

## Književni rad
Autor je 28 knjiga proze i poezije, među njima su romani: „Sjen Goblina”, „Sluga najstarijeg demokratskog naroda”, „Crni mačor” i zbirka poezije „Prašnjavo sunce”. Napisao je i zbornike publicistike i proze: „Razbijeno zrcalo Кarabaha”, „Asfalt i seni” i „Samoudestrukcija”. Piše na ruskom i bjeloruskom jeziku. Кnjige V. Кazakova su prevedene na bjeloruski, poljski, srpski i druge jezike. Član je i Udruženja književnika Srbije i Udruženja književnika Bjelorusije.

## Nagrade
Nagrađen je s tri ordena, dvadeset medalja i odlikovanja Ruske Federacije i Bjelorusije, kandidat humanističkih znanosti. Dobitnik državne nagrade Vlade Ruske Federacije u oblasti kulture. Laureat nagrade Pavla Makoviča Adamova.

## Kazakov na Balkanu
U izdanju „Pegaza” u Bijelom Polju u Crnoj Gori 2009. godine izašao je Кazakovljev roman „Sjen goblina” u prijevodu s ruskog jezika Slavke Luković. U Beogradu je 2020. godine izašla zbirka pjesama Кazakova „Prašnjavo sunce” u izdanju Udruženja poetskih stvaralaca, u prijevodu s ruskog Dajane Lazarević.